# Добрынин, Георгий Прокопьевич
Гео́ргий Проко́пьевич Добры́нин (1907 год, Саратов — май 1977 года, Москва) — советский генерал-лейтенант (18.02.1958). Один из руководителей ГУЛага.

## Биография
Георгий Прокопьевич Добрынин родился в 1907 году в Саратове в семье рабочего.
С 1925 по 1928 годы Добрынин служил в рядах РККА: С августа 1925 года Георгий Добрынин учился в Саратовской пехотной школе, а с августа 1927 по сентябрь 1928 года — в Ульяновской пехотной школе.
В марте 1930 года вступил в ВКП(б).
В 1928 году Добрынин поступил на службу в войска ОГПУ в Казани. 7 октября был назначен командиром взвода 25-го полка ОГПУ, в марте 1930 года — 32-го отдельного дивизиона, в марте 1932 года — вновь 25-го полка, а с декабря командовал взводом ОГПУ в городе Зеленодольск, в декабре 1933 года — дивизионом 25-го полка. 4 августа 1934 года назначен командиром дивизиона 192-го полка внутренней охраны НКВД.
В январе 1939 года Георгий Добрынин закончил Военную Академию им. М. В. Фрунзе, после окончания которой работал в системе исправительно-трудовых лагерей НКВД, а затем МВД СССР.
С 7 марта 1939 по 15 мая 1943 года работал заместителем начальника Главного управления ИТЛ НКВД СССР: до мая 1939 года — начальником отдела охраны, с мая 1939 по март 1941 года — начальником Управления ВОХР ГУЛаг НКВД СССР, а с марта 1941 по май 1943 года — начальником Управления охраны и режима ГУЛаг НКВД СССР.
13 октября 1941 года Георгий Добрынин был назначен на должность начальника Калининского сектора охраны НКВД Московской зоны обороны. С сентября 1942 года находился в действующей армии, принимал участие в обороне Кавказа.
С 15 мая 1943 по 2 сентября 1947 года работал первым заместителем начальника Главного управления ИТЛ НКВД — МВД СССР. С апреля по май 1944 года был начальником 6-го оперсектора в Евпатории, где руководил выселением из Крыма, а с сентября 1944 года — начальником Аспиндзского оперсектора по переселению из пограничных районов Грузии.
С мая по 2 августа 1945 года Георгий Добрынин находился в командировке в Германии, где работал начальником Оперсектора НКВД земли Мекленбург-Западная Померания. 2 сентября 1947 года был назначен на должность начальника Главного управления ИТЛ МВД СССР, в которой проработал до 31 января 1951 года, когда был переведен на должность заместителя начальника Управления войск МВД по охране особо важных объектов промышленности и железных дорог.
С 11 августа 1951 по 4 января 1952 года исполнял обязанности начальника Управления войск МВД по охране особо важных объектов промышленности и железных дорог, а с 4 января по 12 сентября 1952 года работал начальником Главной инспекции ВОХР 1-й категории МВД СССР, одновременно с 19 марта — уполномоченным МВД СССР по управлению строительства Волго-Донского канала.
С 12 сентября 1952 по 12 марта 1953 г. — исполняющий обязанности начальника, а с 18 ноября 1952 года — начальник Главного управления МГБ СССР по контролю и инспектированию ведомственной охраны.
12 марта 1953 года Добрынин был назначен на должность начальника отдела МВД СССР по контролю и инспектированию ведомственной охраны, на которой проработал до 30 марта 1954 года, когда был переведён на должность начальника 7-го Управления КГБ при СМ СССР (наружное наблюдение и охрана дипломатического корпуса).
С апреля 1959 по январь 1962 года работал старшим советником и консультантом КГБ при МВД Монголии.
Георгий Прокопьевич Добрынин ушёл в отставку по болезни в июле 1962 года. Жил в Москве, где и умер мае 1977 года.

## Звания[3]
- Старший лейтенант (14 июля 1936)
- капитан (11 апреля 1938)
- Майор (1939)
- Майор Госбезопасности (7 июня 1939)
- Комиссар Госбезопасности (14 февраля 1943)
- Генерал-майор (9 июля 1945)
- Генерал-лейтенант (18 февраля 1958)

## Награды[3]
- Орден Ленина (30 января 1951)
- 2 ордена Красного Знамени (14 апреля 1943, 10 декабря 1945)
- Орден Суворова II степени (8 марта 1944)
- 2 ордена Отечественной войны I степени (7 июля 1944, 3 декабря 1944)
- Орден Трудового Красного Знамени (29 октября 1949)
- 4 ордена Красной Звезды (25 апреля 1942, 3 ноября 1944, 8 февраля 1949, 19 сентября 1952)
- Нагрудный знак «Заслуженный работник НКВД» (№ 000664, 4 февраля 1942)
- Нагрудный знак «Почетный сотрудник госбезопасности» (23 декабря 1957)
- Монгольский орден «Полярная Звезда»
- 13 медалей